# Zebrina detrita
Zebrina detrita is een op het land levende longslak uit de familie Enidae.
Zebrina detrita is de typesoort van het geslacht Zebrina F. Held, 1837.

## Naam
De soortnaam werd in 1774 ingevoerd door Otto Frederik Müller (1730-1784) als Helix detrita. Door andere inzichten in de taxonomie is de soort later in het geslacht Zebrina geplaatst. Als gevolg van deze naamswijziging worden auteursnaam en datum nu tussen haakjes gezet.

## Beschrijving

### De schelp
De schelp is stevig, langgerekt eivormig, heeft een stompe top en 6,5-7,5 langzaam in grootte toenemende matig bolle windingen die van elkaar gescheiden zijn door een ondiepe sutuur. De mondopening is langgerekt driehoekig (scheef 'peervormig') met een scherpe hoek aan de bovenzijde en neemt iets minder dan 1/3 van de totale schelphoogte in beslag. De onderzijde van de mondopening staat scheef naar achteren gericht. De mondrand is discontinu, niet of slechts weinig verdikt, stomp. Bij jonge dieren is de mondrand dunner waardoor deze zwakker is dan bij volwassen dieren. Er is een nauwe navel die ongeveer voor de helft bedekt is. Het schelpoppervlak is glad en glanzend en heeft tamelijk grove, onregelmatige groeilijnen. Vooral op de oudere windingen zijn zeer fijne spiraallijnen aanwezig. De schelp is grijswit tot crèmekleurig, soms egaal gekleurd maar vaak met onregelmatige donkere iets doorschijnende, bruin tot roodviolet gekleurde radiale banden. De mondrand is wit gekleurd.
Afmetingen van de schelp
- breedte: 12 mm
- hoogte: 25 mm

Dit zijn maximale maten. Daarnaast varieert de vorm sterk: er komen zowel slanke als gedrongen vormen voor. Dit heeft ook aanleiding gegeven tot het beschrijven van een aantal ondersoorten waarvan de status onduidelijk is. De meeste malacologen beschouwen de namen van deze ondersoorten als volledig synoniem aan de soortnaam.

### Habitat
Zebrina detrita leeft op open droog en zonnig terrein. Warmteminnend. Vooral in grasland op kalkrijke bodems. In de Alpen tot ongeveer 1600 meter hoogte.

### Huidige verspreiding
Deze soort heeft een Midden- en Zuid Europese verspreiding en is naar het Oosten aanwezig tot in Rusland en Anatolië. In België is het ooit tweemaal gemeld maar waarschijnlijk verder afwezig. Komt niet in Nederland voor.

### Fossiel voorkomen
Weinig gevonden. Bekend uit Holocene afzettingen in Midden-Europa. Fossiel niet uit België en Nederland bekend.

## Verwijzingen